# بوریسلاو جورجویچ
بوریسلاو جورجویچ (سیریلیک صربی: Борислав Ђорђевић؛ زادهٔ ۳۰ اکتبر ۱۹۵۳) بازیکن فوتبال اهل یوگسلاوی بود.
از باشگاه‌هایی که در آن بازی کرده‌است می‌توان به باشگاه فوتبال هایدوک اسپلیت و باشگاه فوتبال هامبورگ اشاره کرد.
وی همچنین در تیم ملی فوتبال یوگسلاوی بازی کرده‌است.